# Lista de presidentes de Malta
O presidente de Malta é o chefe de estado da República de Malta. O cargo foi criado em 13 de dezembro de 1974 quando a república foi implantada, deixando a rainha Elizabeth II de ser a rainha de Malta, e Sir Anthony Mamo, último governador-geral, tornou-se presidente da república.
O presidente é eleito pela Câmara dos Representantes (maltês: Kamra tar-Rappreżentanti) para um mandato de 5 anos. Desde 1989 convencionou-se a data de 4 de abril como o início e o final do mandato presidencial. O poder executivo, de fato, fica nas mãos do primeiro-ministro.

## Lista de presidentes (1974-presente)
| Nº                               | Presidente                       | Retrato                          | Início do mandato                | Fim do mandato                   | Partido                          |
| Presidente da República de Malta | Presidente da República de Malta | Presidente da República de Malta | Presidente da República de Malta | Presidente da República de Malta | Presidente da República de Malta |
| -------------------------------- | -------------------------------- | -------------------------------- | -------------------------------- | -------------------------------- | -------------------------------- |
| 1                                | Anthony Mamo                     |                                  | 13 de dezembro de 1974           | 27 de dezembro de 1976           | Independente                     |
| 2                                | Anton Buttigieg                  |                                  | 27 de dezembro de 1976           | 27 de dezembro de 1981           | Trabalhista                      |
| 3                                | Albert Hyzler                    |                                  | 27 de dezembro de 1981           | 15 de fevereiro de 1982          | Trabalhista                      |
| 4                                | Agatha Barbara                   |                                  | 15 de fevereiro de 1982          | 15 de fevereiro de 1987          | Trabalhista                      |
| 5                                | Paul Xuereb                      |                                  | 15 de fevereiro de 1987          | 4 de abril de 1989               | Trabalhista                      |
| 6                                | Ċensu Tabone                     |                                  | 4 de abril de 1989               | 4 de abril de 1994               | Nacionalista                     |
| 7                                | Ugo Mifsud Bonnici               |                                  | 4 de abril de 1994               | 4 de abril de 1999               | Nacionalista                     |
| 8                                | Guido de Marco                   |                                  | 4 de abril de 1999               | 4 de abril de 2004               | Nacionalista                     |
| 9                                | Edward Fenech Adami              |                                  | 4 de abril de 2004               | 4 de abril de 2009               | Nacionalista                     |
| 10                               | Ġorġ Abela                       |                                  | 4 de abril de 2009               | 4 de abril de 2014               | Trabalhista                      |
| 11                               | Marie Louise Coleiro Preca       |                                  | 4 de abril de 2014               | 4 de abril de 2019               | Trabalhista                      |
| 12                               | George Vella                     |                                  | 4 de abril de 2019               | 4 de abril de 2024               | Trabalhista                      |
| 13                               | Myriam Spiteri Debono            |                                  | 4 de abril de 2024               | presente                         | Trabalhista                      |